# 末代傭兵
《末代傭兵》（法語：Le Dernier Mercenaire）是一部2021年法國動作喜劇片，由大衛·查爾執導並與伊斯瑪·希·薩凡納（Ismaël Sy Savané）共同編劇。主演包括尚-克勞德·范·達美、阿爾班·伊凡諾夫、艾薩·西拉、薩米爾·迪卡沙（Samir Decazza）、派屈克·坦西、艾瑞克·裘德及咪嗚咪嗚。該片於2021年7月30日上線Netflix。

## 劇情
講述當神秘的前特勤人員的疏遠兒子被政府錯誤指控為武器和毒品走私犯時，他必須緊急返回法國，一切始於一名心懷不軌的政府官員與外國權貴的失誤行動。

## 演員
- 尚-克勞德·范·達美[3][2]飾演理查·布倫麥／迷霧（Richard Brumère / La Brume）[4]，一個如同傳奇一般的前法國特勤局探員，被國家背叛後成為自由身傭兵，因來去無蹤而得綽號「迷霧」
- 薩米爾·迪卡沙（Samir Decazza）[3]飾演亞契伯德（Archibald），布倫麥的兒子，因勒瑟看上了他的終身犯罪豁免權而盜用其身份走私軍火
- 阿爾班·伊凡諾夫（法语：Alban Ivanov）[3]飾演亞力山卓·拉薩爾（Alexandre Lazare），法國外交部職員，勒瑟的下屬，誤打誤撞下發現了勒瑟的勾當而加入主角團
- 艾薩·西拉（法语：Assa Sylla）[3]飾演達莉拉（Dalila），為繳付大學學費而販毒的孤兒，主修心理學，十分重視亞契，在亞契被逮捕下主動要求與布倫麥合作，希望能將亞契救出
- 派屈克·坦西（英语：Patrick Timsit）[2]飾演朱亞爾指揮官（Commandant Jouard），法國特勤局局長，因妻子曾與布倫麥發生關係而懷恨在心
- 艾瑞克·裘德[2]飾演保羅·勒瑟（Paul Lesueur），法國外交部高層，濫用職權來走私軍火
- 咪嗚咪嗚（英语：Miou-Miou）[2]飾演瑪格莉特（Marguerite），前法國特勤局探員，布倫麥的舊識，起初是主角團的一員，但實為勒瑟的母親兼走私軍火案的幕後黑手
- 吉莫（法语：Djimo）[5]飾演小莫（Momo），達莉拉的哥哥，主角團的一員，在協助布倫麥和亞契逃亡時被妹妹拉入伙
- 法蕾莉·卡巴斯基（法语：Valérie Kaprisky）飾演西瓦迪埃局長，特勤局局長

此外，米歇爾·克雷馬德斯飾演費南德·艾森堡（Fernand Eisenberg） ，亞契的養父，實為前特種部隊成員，綽號「轟炸機」，在杯球行動後被國家派去撫養亞契。納森·西·阿默飾演錫安·諾瓦克（Simyon Novak），盜用了亞契身份的走私商人。而本作編劇伊斯瑪·希·薩凡納和尤里·薩普羅諾夫（Yuriy Sapronov）飾演兩名替法國特勤局辦事的殺手。

## 製作
《末代傭兵》是由Netflix發行的法語動作喜劇片，製作始於2020年7月底，據報導，尚-克勞德·范·達美主演，大衛·查爾被選為導演；范·達美飾演神秘的前特勤人員，薩米爾·迪卡沙（Samir Decazza）飾演他的兒子，阿爾班·伊凡諾夫則飾演一名狂熱的政府官員。其他主演包括派屈克·坦西、艾瑞克·裘德和咪嗚咪嗚。這也是范·達美首次主演喜劇電影。
主要拍攝始於2020年7月24日，主要在巴黎第七區和烏克蘭基輔取景。

## 發行
《末代傭兵》定於2021年7月30日上線Netflix。首支正式預告片於2021年6月8日發表。

## 外部連結
- 互联网电影数据库（IMDb）上《末代傭兵》的资料（英文）
- 豆瓣电影上《末代傭兵》的資料 （简体中文）